# Dunhill Records
Dunhill Records fue una compañía estadounidense fundada en 1964 por Lou Adler, Al Bennett, Pierre Cossette y Bobby Roberts como Dunhill Productions para publicar música de Johnny Rivers en Imperial Records. Al año siguiente se convirtió en sello discográfico, distribuido por ABC Records.

## Historia
El primer sencillo de Dunhill fue "My Prayer/Pretty Please" (catálogo #D-4001) de la actriz y cantante Shelley Fabares, quien por aquel tiempo se había casado con Adler. En el verano de 1967,Adler vendió sus acciones a ABC Records, creando ABC-Dunhill Records, tras lo cual fundó un nuevo sello discográfico, Ode Records (que fue inicialmente distribuido por CBS y más tarde por A&M Records). Hasta 1975, ABC continuó publicando disco con el sello Dunhill, tras lo cual todos los artistas asociados al sello fueron absorbidos por ABC Records antes de que la compañía fuera adquirida en 1979 por MCA Records.
Buluu Dunhill Records fue una rama de ABC/Dunhill cuyos número de catálogo fueron  #B-73001 (45 RPM singles) y #B-60001 (LP).
En la actualidad los derechos del catálogo de Dunhill son gestionados por Geffen Records.
En 1986 fue creado el sello independiente Dunhill Compact Classics para el lanzamiento de parte del catálogo en formato CD. La compañía británica de tabaco British American Tobacco, demandó a la discográfica por usar la marca  "Dunhill", forzando al sello a renombrarse DCC Compact Classics.

## Artistas
A lo largo de su existencia Dunhill Records a producido álbumes para artistas como Steve Allen, Attlee, Hal Blaine, Bobby Bland, The Brass Ring, Jimmy Buffett, Solomon Burke, Eddie Cano and His Quintet, Cashman & West, Colosseum, Danny Cox, Jim Croce, Denny Doherty, Cass Elliot, Shelley Fabares, Mickie Finn, Four Tops, Ernie Freeman, Giorgio, The Grass Roots, Hamilton, Joe Frank & Reynolds, Richard Harris, Roy Head, Thelma Houston, John Kay, Thomas Jefferson Kaye, Andy Kim, B. B. King & Bobby Bland, The Artie Kornfeld Tree, Kracker, Dennis Lambert, The Lamp of Childhood, Richard Landis, Locomotiv GT, The Mamas & the Papas grabaron varios discos con la compañía produciendo seis sencillos de éxito para la banda, incluidos "California Dreamin'" y "Monday, Monday", Kenneth Mars, Gayle McCormick, Barry McGuire, incluyendo su número uno "Eve of Destruction", Mighty Clouds of Joy, Mrs. Miller, Michael Omartian, Pacific Gas & Electric, Freda Payne, John Phillips, Pratt & McClain, Jim Price, Genya Ravan, Emitt Rhodes, Shango, Del Shannon, P. F. Sloan, Smith, Dusty Springfield, Steppenwolf, Van der Graaf Generator, The John Verity Band, Joe Walsh, Bobby Whitlock, Zach Clark y Tribe.